# آسبیا
آسِبیا (به یونانی باستان: ἀσέβεια به معنای بی‌تقوایی) یک اتهام جنایی در یونان باستان برای "هتک حرمت و تمسخر اشیاء مقدس"، "بی احترامی به خدایان ممکلت " و بی‌احترامی به والدین و اجداد درگذشتگان بود. بیشتر شواهد وجود چنین جُرمی از آتن می‌آید.
متضاد آسبیا یوسبیا (εὐσέβεια) است که می‌توان آن را «تقوا» ترجمه کرد. از آنجایی که تقوا شکل عمومی مطلوب و مورد انتظار رفتار و طرز فکر بود، نداشتن تقوا و دچار آسبیا (ἀσεβής) شدن نوعی مجازات در پی داشت.

## محاکمه در آتن
هر شهروند منفرد، از جمله شخص ثالث، می‌توانست این اتهام (graphē asebeias) را به محاکم قضایی ارجاع دهد. به جای قانون یا متن واحدی که اتهام و دادرسی در مورد آسبیا را مشخص کند، مجموعه ای از متون وجود داشت که شرایط این جرم را مشخص می‌کرد. پلوتارک، پولیبیوس، دموستنس و ارسطو در متون خود به آن اشاره کرده‌اند.
محاکمه‌ها به‌طور علنی در Heliaia برگزار می‌شد و در دو مرحله بود: ابتدا تماشاگران (هلیاست یا دیکاستس) از طریق رای دادن مشخص می‌کردند که متهم مجرم شناخته شود یا خیر. اگر اکثریت آن‌ها شخص را مقصر می‌دانست، از آنجا که مجازات مشخصی برای این جرم تعیین نشده بود، مخاطبان هلیایا در مرحله دوم می‌بایست دربارهٔ چگونگی مجازات تصمیم می‌گرفتند. مجازات‌های شناخته شده جریمه نقدی، تبعید، اعدام، مصادره اموال و آتیمیا (سلب حقوق) بودند ولی اعدام رایج‌ترین حکم بود. حق اعتراض به حکم صادره وجود نداشت. احکام توسط قضات یازده قبیله (οἱ ἕνδεκα) اجرا یا نظارت می‌شد. شناخته‌شده‌ترین یونانیان باستان که به آسبیا متهم شده‌اند عبارتند از:
- آیسخلوس (تبرئه شد)[۵]
- آناکساگوراس (تبرئه، تبعید یا محکوم به اعدام غیابی)[۶]
- آندوسیدس در ۳۹۹ یا ۴۰۰ قبل از میلاد تبرئه شد.[۷]
- ارسطو (قبل از محاکمه گریخت)[۸]
- آسپاسیا (تبرئه شد)[۹]
- پروندهٔ هرموکوپیدائه: خرابکاران هرمای آتن در ۴۱۵ قبل از میلاد. ۲۲ نفر به اعدام محکوم شدند.[۱۰]

- آلکیبیادس (محکوم به مرگ، اما فرار کرد)

- دمادس (جریمه)[۱۱]
- دیاگوراس ملوسی (از آتن گریخت)[۱۲]
- دیوپیتس
- اوریپید[۱۳]
- نینوس
- فرینه (تبرئه شد)
- پروتاگوراس (که گفته می‌شود محکوم به اعدام یا تبعید شده‌است)[۱۴]
- سقراط: در محاکمه مجرم شناخته شد و به اعدام محکوم شد و در سال ۳۹۹ قبل از میلاد اعدام گردید.[۱۵]
- تئودوروس ملحد[۱۶]
- تئوفراستوس (تبعید، بعداً لغو شد)

### تاریخی بودن
اگرچه در منابع مختلف متأخر ادعا شده‌است که افراد فوق به آسبیا متهم شده‌اند، اما شواهد تاریخی کمی وجود دارد و احتمال می‌رود که برخی از اتهامات توسط مورخان و سایر نویسندگان در دوره‌های بعد پرداخته شده باشد.

## خارج از آتن
در خارج از آتن آسبیا احتمالاً به عنوان یک وضعیت ذهنی اشتباه به جای یک جنایت دیده می‌شد.

## منبع‌شناسی
- فیلونیک، جی (2013). محاکمه‌های بی تقوای آتن: ارزیابی مجدد Dike-Rivista di Storia del Diritto Greco ed Ellenistico، ۱۶، ۱۱–۹۶.
- لئو، دلفیم. (2012). " Asebeia"، در راجر اس. بگنال، کای برودرسن، کریج بی. چمپیون، اندرو ارسکین، و سابین آر. 10.1002/9781444338386.wbeah17057.